# یوهان کاپولونگو
یوهان کاپولونگو (انگلیسی: Yohann Capolungo؛ زادهٔ ۱۳ مهٔ ۱۹۸۸) بازیکن فوتبال اهل فرانسه است.
از باشگاه‌هایی که در آن بازی کرده‌است می‌توان به باشگاه فوتبال اوسر اشاره کرد.